# Xã Hantho, Quận Lac qui Parle, Minnesota
Xã Hantho (tiếng Anh: Hantho Township) là một xã thuộc quận Lac qui Parle, tiểu bang Minnesota, Hoa Kỳ. Năm 2010, dân số của xã này là 105 người.